# タンゴ (象)
タンゴ（1986年5月5日 - 2010年6月13日）は、群馬県富岡市の群馬サファリパークで飼育されていたオスのアフリカゾウである。この象は、日本国内で初めて繁殖に成功して生まれたアフリカゾウとして知られている。

## 生涯
1986年5月5日、群馬サファリパークで飼育されていた父親の「リチャード」（当時20歳）と母親の「サキューブ」（当時19歳）の間に、1頭のオスの子象が生まれた。1986年当時では、アフリカゾウが動物園などの人工飼育下で繁殖に成功した例は世界に数例だけであり、この子象は日本で初めての誕生例となった。アフリカゾウの妊娠期間は約1年10ヶ月であり、母親のサキューブには以前妊娠の経験があったが、そのときは流産していた。この子象は、2度にわたって陣痛促進剤を注射するなどの難産となった末に誕生した。
生まれたての子象は、体高94センチメートル、体重は120キログラムだった。端午の節句に生まれたこの子象には、「元気に育つように」との願いから名前を公募した上で、「タンゴ」と命名された。タンゴは順調に成長して、誕生から1年後には体重440キログラムとなり、その後体高約3メートル、体重5トンを超えるまでになって、群馬サファリパークで人気を博していた。
タンゴは2009年3月に、東京都の多摩動物公園からお嫁さん候補となる「アイ」（当時の推定年齢26歳）を迎えた。アイはすでに多摩動物公園で「タマオ」（2006年死亡）との間に、オスの「パオ」（1998年生）とメスの「マオ」（2002年生）の2頭を儲けており、繁殖が期待された。しかし、タンゴは2010年の6月に入ってから前脚を痛がるそぶりを見せ、同月13日朝には横たわっているのに担当の飼育員が気づいて点滴を打ったが、その最中に死亡した。タンゴは人間でいえば、およそ30歳だった。

## 音楽
- 「SUPER BABY〜アイドル隊を踏みつぶせ〜」（作詞：荒木とよひさ、作曲：三木たかし、編曲：藤田大土、歌：松永佳保里）
  - 1986年9月25日、ポリドールから発売（レコード規格品番：7DX-1454）。タンゴの誕生を記念して書かれた曲。
  - 2006年発売のCD『80's メモリアル・アイドル ファーストキッス』（ユニバーサルミュージック、規格品番：UICZ-8002）に収録されている。